# Bahía de San Vicente

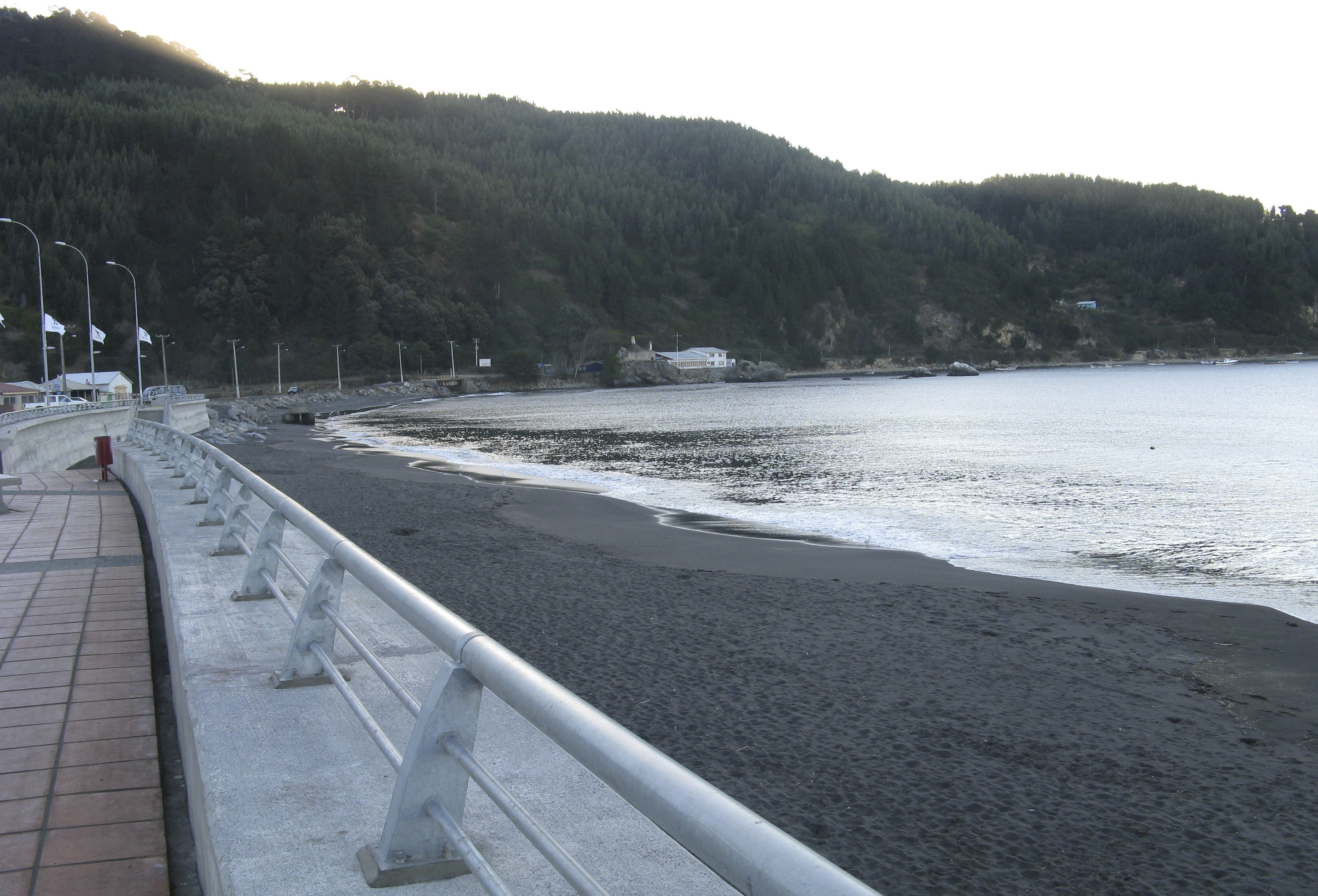
La Bahía de San Vicente en Caleta Lenga.

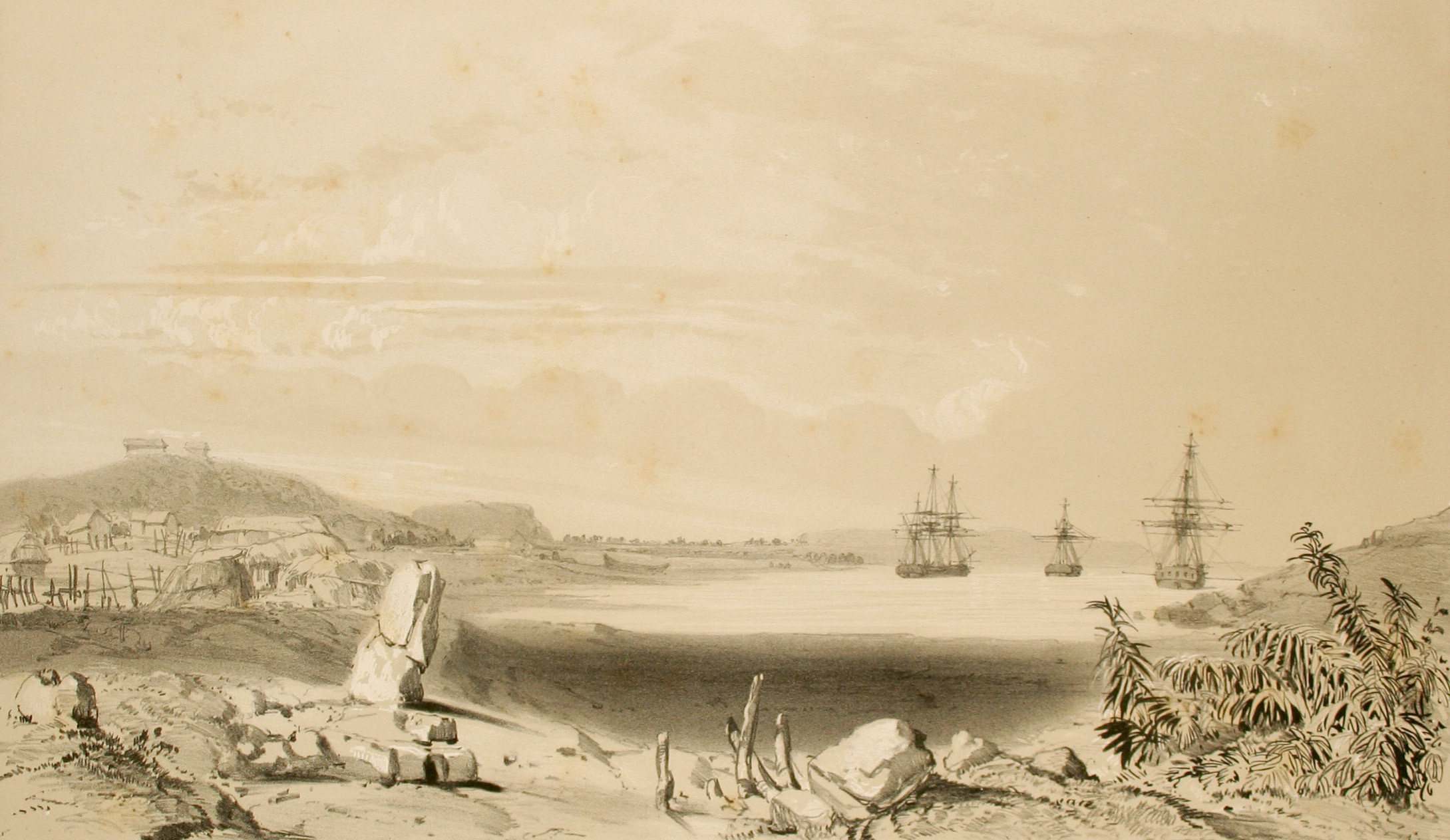
La Bahía de San Vicente en 1846. Obra del francés Louis Le Breton (1818–1866).

La Bahía de San Vicente es una bahía natural, ubicada en la costa de la Provincia de Concepción de la Región del Biobío, Chile. Está rodeada por la Península de Tumbes, la Playa de San Vicente y de Lenga y por la Península de Hualpén.
El 25 de mayo de 2007, mientras el barco de nombre "New Constellation" descargaba petróleo hacia la Empresa Nacional de Petróleo (Enap), uno de los ductos de transporte acabó por romperse debido al desgaste, ocasionando el derrame de 350 m³. de petróleo cercano a la caleta Infiernillo, ubicada en esta bahía. Este derrame ha tenido consecuencias tanto para los habitantes como el medioambiente de San Vicente, reconocibles en la acción del petróleo en el ecosistema, animales y trabajo de los pescadores.
En la bahía de San Vicente se encuentra el puerto de San Vicente, el muelle de Huachipato, el muelle de Abastible, y la Caleta Lenga, a donde llegan barcos. motonaves y lanchas.
- Datos: Q5716546